# Edward Earle

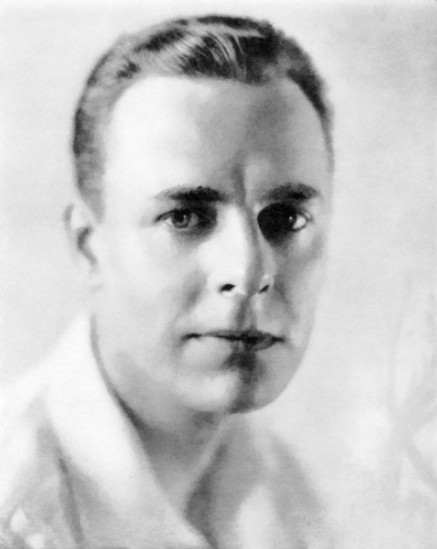
Edward Earle (1920)

Edward Earle (* 16. Juli 1882 in Toronto, Ontario; † 15. Dezember 1972 in Los Angeles, Kalifornien) war ein kanadisch-US-amerikanischer Schauspieler.

## Leben und Karriere
Earle begann seine Schauspielkarriere als Theaterschauspieler und trat in Vaudeville-Shows sowie mit Tourneetheatern auf. 1904 spielte er einmalig am Broadway im Theaterstück The Triumph of Love. Seine Filmkarriere begann er im Jahr 1913 bei der Filmproduktionsfirma Edison Studios von Thomas Alva Edison. Earle wurde auch dank seines guten Aussehens schnell zum Stummfilmstar und spielte unter anderem in Ranson’s Folly (1915), The Gates of Eden (1916) und East Lynne (1921) als Hauptdarsteller. Mit Verlauf der 1920er-Jahre musste sich Earle häufiger mit Nebenrollen begnügen, spielte aber an der Seite von führenden Hollywood-Darstellern ihrer Zeit wie George Arliss (in The Man Who Played God, 1922), William Haines (in Spring Fever, 1927), Lillian Gish (als ihr gesundheitlich schwächelnder Cousin in Victor Sjöströms Meisterwerk Der Wind, 1928) und Buster Keaton (als dessen Liebesrivale in der Komödie Trotzheirat, 1929).
Mit Anbruch des Tonfilms nahm die Qualität von Earles Rollen dramatisch ab und er musste sich nun häufig damit begnügen, nicht mehr in den Filmcredits erwähnt zu werden. Er spielte im Verlaufe der folgenden Jahrzehnte zumeist kleinere Nebenrollen in Filmklassikern wie Lebenskünstler (1938), Mr. Smith geht nach Washington (1939), Im Netz der Leidenschaften (1946), Die besten Jahre unseres Lebens (1946) und Die zehn Gebote (1956). Oft spielte er nunmehr würdevoll wirkende Figuren wie Ärzte, Anwälte, Politiker, Stadtväter oder Offiziere. In fünf Filmen war er neben Laurel und Hardy zu sehen, aber stets nur in kleinen Rollen. Mit Reefer Madness (1937) und I Accuse My Parents (1944) wirkte Earle an zwei Filmen mit, die aus heutiger Sicht auf eher unfreiwillig komische Weise vor Drogenkonsum warnen. In I Accuse My Parents hatte Earle als Richter eine für seine späte Karriere verhältnismäßig große Rolle inne. Ansonsten erhielt er in B-Filmen und Filmserials noch gelegentlich die Chance auf substanzielle Nebenrollen. Ab den 1950er-Jahren trat Earle auch als Fernsehdarsteller in Erscheinung, hier spielte er auch 1966 seine letzte Rolle in der Serie Camera Three. Sein filmisches Schaffen umfasst weit über 400 Filme und über ein Dutzend Fernsehproduktionen.
Earle zog Anfang der 1960er-Jahre in das Motion Picture & Television Country House, wo er 1972 im Alter von 90 Jahren starb.

## Filmografie (Auswahl)
- 1913: An Hour Before Dawn (Kurzfilm)
- 1914: The Active Life of Dolly of the Dailies
- 1915: Through Turbulent Waters
- 1915: Eugene Aram
- 1916: The Innocence of Ruth
- 1916: The Gates of Eden
- 1917: The Great Bradley Mystery
- 1917: For France
- 1918: The Blind Adventure
- 1918: One Thousand Dollars
- 1919: His Bridal Night
- 1919: The Miracle of Love
- 1920: High Speed
- 1920: The Law of the Yukon
- 1921: Passion Fruit
- 1921: East Lynne
- 1922: The Man Who Played God
- 1922: The Streets of New York
- 1924: How to Educate a Wife
- 1924: The Family Secret
- 1925: Die Frau, die gelogen hat (The Lady Who Lied)
- 1926: Irene
- 1926: Wien bleibt Wien (The Greater Glory)
- 1927: Twelve Miles Out
- 1927: Spring Fever
- 1928: Runaway Girls
- 1928: Der Wind (The Wind)
- 1929: Trotzheirat (Spite Marriage)
- 1929: Smiling Irish Eyes
- 1929: The Hottentot
- 1930: Second Honeymoon
- 1931: Stout Hearts and Willing Hands (Kurzfilm)
- 1932: Scandal for Sale
- 1933: Der Boxer und die Lady (The Prizefighter and the Lady)
- 1934: Three on a Honeymoon
- 1934: Die Glückspuppe (Little Miss Marker)
- 1934: Wir senden Sonne (Stand Up and Cheer!)
- 1934: Here Comes the Navy
- 1934: Laurel und Hardy: Rache ist süß (Babes in Toyland)
- 1934: The White Parade
- 1935: Helden von heute (West Point of the Air)
- 1935: Tom Mix, der Wunderreiter (The Miracle Rider)
- 1935: Spiel mit dem Feuer (Grand Exit)
- 1935: Spione küßt man nicht (Rendezvous)
- 1935: Magnificent Obsession
- 1936: Das Mädel aus dem Böhmerwald (The Bohemian Girl)
- 1936: Liebe vor dem Frühstück (Love Before Breakfast)
- 1936: San Francisco
- 1936: Can This Be Dixie?
- 1936: Reefer Madness
- 1937: … und ewig siegt die Liebe (History Is Made at Night)
- 1937: Die Marx Brothers: Ein Tag beim Rennen (A Day at the Races)
- 1937: Künstlerball (Artists and Models)
- 1937: Hoheit tanzt inkognito (Rosalie)
- 1937: Frisco-Express (Wells Fargo)
- 1938: Mr. Moto und der Wettbetrug (Mr. Moto’s Gamble)
- 1938: Wirbelwind aus Paris (The Rage of Paris)
- 1938: Lebenskünstler (You Can’t Take It With You)
- 1938: Sweethearts
- 1938: Die goldene Peitsche (Kentucky)
- 1939: Tanz auf dem Eis (The Ice Follies of 1939)
- 1939: Rache für Alamo (Man of Conquest)
- 1939: Second Fiddle
- 1939: When Tomorrow Comes
- 1939: Bomben auf Texas (In Old Monterey)
- 1939: Damals in Hollywood (Hollywood Cavalcade)
- 1939: Mr. Smith geht nach Washington (Mr. Smith Goes to Washington)
- 1939: Remember?
- 1939: Swanee River
- 1940: The Blue Bird
- 1940: Schwarzer Freitag (Black Friday)
- 1940: Schwarzes Kommando (Dark Command)
- 1940: Hochzeit wider Willen (The Doctor Takes a Wife)
- 1940: Der große Edison (Edison, the Man)
- 1940: Liebling, du hast dich verändert (I Love You Again)
- 1940: Angels Over Broadway
- 1941: Ridin’ on a Rainbow
- 1941: Hier ist John Doe (Meet John Doe)
- 1941: Das sind Kerle (Men of Boys Town)
- 1941: Blondie in Society
- 1941: Adoptiertes Glück (Sun Valley Serenade)
- 1941: Schrecken der Kompanie (Great Guns)
- 1941: Der Tote lebt (Johnny Eager)
- 1942: Wake Island
- 1942: Youth on Parade
- 1943: Hello, Frisco, Hello (Hello, Frisco)
- 1943: Auch Henker sterben (Hangmen Also Die!)
- 1943: Crash Dive
- 1943: Dr. Gillespie’s Criminal Case
- 1943: Mutige Frauen (So Proudly We Hail!)
- 1943: Die Tanzmeister (The Dancing Masters)
- 1943: Jack London
- 1943: Eine Frau hat Erfolg (What a Woman!)
- 1944: Up in Arms
- 1944: Knickerbocker Holiday
- 1944: Dr. Wassells Flucht aus Java (The Story of Dr. Wassell)
- 1944: Wilson
- 1944: So ein Papa (Casanova Brown)
- 1944: I Accuse My Parents
- 1944: Three Is a Family
- 1944: Die Leibköche seiner Majestät (Nothing but Trouble)
- 1944: Sturzflug ins Glück (Practically Yours)
- 1944: Das Lied des goldenen Westens (Can’t Help Singing)
- 1946: The Harvey Girls
- 1946: Im Netz der Leidenschaften (The Postman Always Rings Twice)
- 1946: Charlie Chan – Ein fast perfektes Alibi (Dark Alibi)
- 1946: Sumpf des Grauens (Swamp Fire)
- 1946: Die besten Jahre unseres Lebens (The Best Years of Our Lives)
- 1947: Achtung, Küstenpolizei (Dragnet)
- 1947: Reite auf dem rosa Pferd (Ride the Pink Horse)
- 1947: Endspurt (The Homestretch)
- 1948: Rivalen am reißenden Strom (River Lady)
- 1948: Fräulein Wildfang (Mickey)
- 1948: Die Nacht hat tausend Augen (Night Has a Thousand Eyes)
- 1948: Words and Music
- 1948: The Babe Ruth Story
- 1949: Kuß um Mitternacht (That Midnight Kiss)
- 1950: Ein charmanter Flegel (Key to the City)
- 1950: Duell in der Manege (Annie Get Your Gun)
- 1950: Drei Männer für Alison (Please Believe Me)
- 1950: Gnadenlos gehetzt (The Lawless)
- 1951: Go for Broke!
- 1951: Flight to Mars
- 1951: Grenzpolizei in Texas (The Texas Rangers)
- 1952: Die lustige Witwe (The Merry Widow)
- 1952: Goldraub in Texas (Hangman’s Knot)
- 1952: Gefährliches Blut (The Lawless Breed)
- 1952: Flucht vor dem Feuer (The Blazing Forest)
- 1952: Gier nach Gold (The Raiders)
- 1953: Die Welt gehört ihm (The Mississippi Gambler)
- 1953: Sittenpolizei (Vice Squad)
- 1953: Der schweigsame Fremde (The Stranger Wore a Gun)
- 1953–1956: You Are There (Fernsehserie, 5 Folgen)
- 1954: Drei Stunden Zeit (Three Hours to Kill)
- 1954: Attila, der Hunnenkönig (Sign of the Pagan)
- 1955: Ein Mann namens Peter (A Man Called Peter)
- 1955: Und wäre die Liebe nicht... (One Desire)
- 1956: Nur Du allein (Never Say Goodbye)
- 1956: Geschöpf des Schreckens (The She-Creature)
- 1956: Die zehn Gebote (The Ten Commandments)
- 1956, 1959: Alle lieben Bob (The Bob Cummings Show, Fernsehserie, 2 Folgen)
- 1958: Dezernat M (M Squad, Fernsehserie, Folge 1x25)
- 1960: Der zweite Mann (The Deputy, Fernsehserie, Folge 1x28)
- 1960: Der Texaner (The Texan, Fernsehserie, Folge 2x32)
- 1966: Camera Three (Fernsehserie, Folge 11x22)